# Helena (Ohio)
Helena é uma vila localizada no estado norte-americano de Ohio, no Condado de Sandusky.

## Demografia
Segundo o censo norte-americano de 2000, a sua população era de 236 habitantes.
Em 2006, foi estimada uma população de 235, um decréscimo de 1 (-0.4%).

## Geografia
De acordo com o United States Census Bureau tem uma área de
0,8 km², dos quais 0,8 km² cobertos por terra e 0,0 km² cobertos por água. Helena localiza-se a aproximadamente 212 m acima do nível do mar.

## Localidades na vizinhança
O diagrama seguinte representa as localidades num raio de 16 km ao redor de Helena.